# باول غريغز
باول غريغز (بالإنجليزية: Paul Griggs)‏ هو كاتب سير ذاتية وكاتب أغاني بريطاني، ولد في 20 نوفمبر 1944 في سانت ألبانز في المملكة المتحدة.

## وصلات خارجية
- الموقع الرسمي